# Виктор (име)
Виктор је старо мушко име римског порекла; женски облик је Викторија. Име долази од латинске речи victor што значи „победник”.

## Историјат
Неколико раних светаца и тројица папа носили су име Виктор.

## Варијације имена
Варијације имена су:
- код Италијана: Викторије, Виторе, Виторино, Виторио
- код Енглеза: Вик, Тори, Латоја
- код Француза: Викторје, Викторино
- код Срба: Витор
- код Баскијаца: Битор

Име Викторије је настало код Италијана од презимена Викторијус (лат. Victorius). 

## Познате личности

### Италијани
- Виторио Орландо, италијански дипломата и политичар.
- Виторио Амброзио, италијански генерал у време Другог светског рата.
- Виторио Емануеле II, италијански краљ, први владар уједињене Италије.

### Французи
- Виктор Иго, велики француски писац и зачетник француске романтичарске књижевности.

### Украјинци
- Виктор Јушченко, трећи председник Украјине.
- Виктор Јанукович, четврти председник Украјине.

### Срби
- Виктор Старчић, српски глумац.
- Виктор Троицки, српски тенисер.
- Виктор Савић, српски глумац.

### Остали
- Аурелије Виктор, римски сенатор, великодостојник и историчар.
- Свети Виктор I, римски папа од 189 до 199.

### Руси
- Виктор Скумин, руски писац, филозоф, научник и један од највећих психијатара 20. века.[1]